# Rychlostní silnice H4 (Slovinsko)
Slovinská rychlostní silnice H4 (slovinsky hitra cesta H4) spojuje dálnici A1 se slovinsko-italskou státní hranicí u obce Vrtojba.

## Stavba
Stavba rychlostní silnice H4 probíhala v několika etapách:
- Úsek čtyřpruhové komunikace okolo hraničního přechodu Vrtojba (0,7 km) byl otevřen již v červnu 1980. Před stavbou bylo nutné mírně upravit státní hranici mezi Slovinskem a Itálií, což řešila Osimská smlouva z roku 1975.
- Od roku 1994 probíhala stavba úseku Selo-Šempeter pri Gorici (11,8 km), Tento úsek byl předán do provozu v roce 1996.
- V červenci 1997 bylo stavbami viaduktů Ribnik a Selo započato budování úseku Vipava-Selo (11,5 km), který byl otevřen 25. října 1999.
- V květnu 1998 byl otevřen úsek Šempeter pri Gorici-Vrtojba (1,5 km).
- V letech 1998-2000 byla budována mimoúrovňová křižovatka, kterou se rychlostní silnice H4 připojuje k dálnici A1.
- Od roku 2000 do října 2001 byl budován úsek Log-Vipava (3,4 km).
- V roce 2002 začala stavba úseku Podnanos-Vipava (2,06 km), která byla dokončena v prosinci 2003.
- V srpnu 2009 byl otevřen úsek přes Rebernice (10 km).

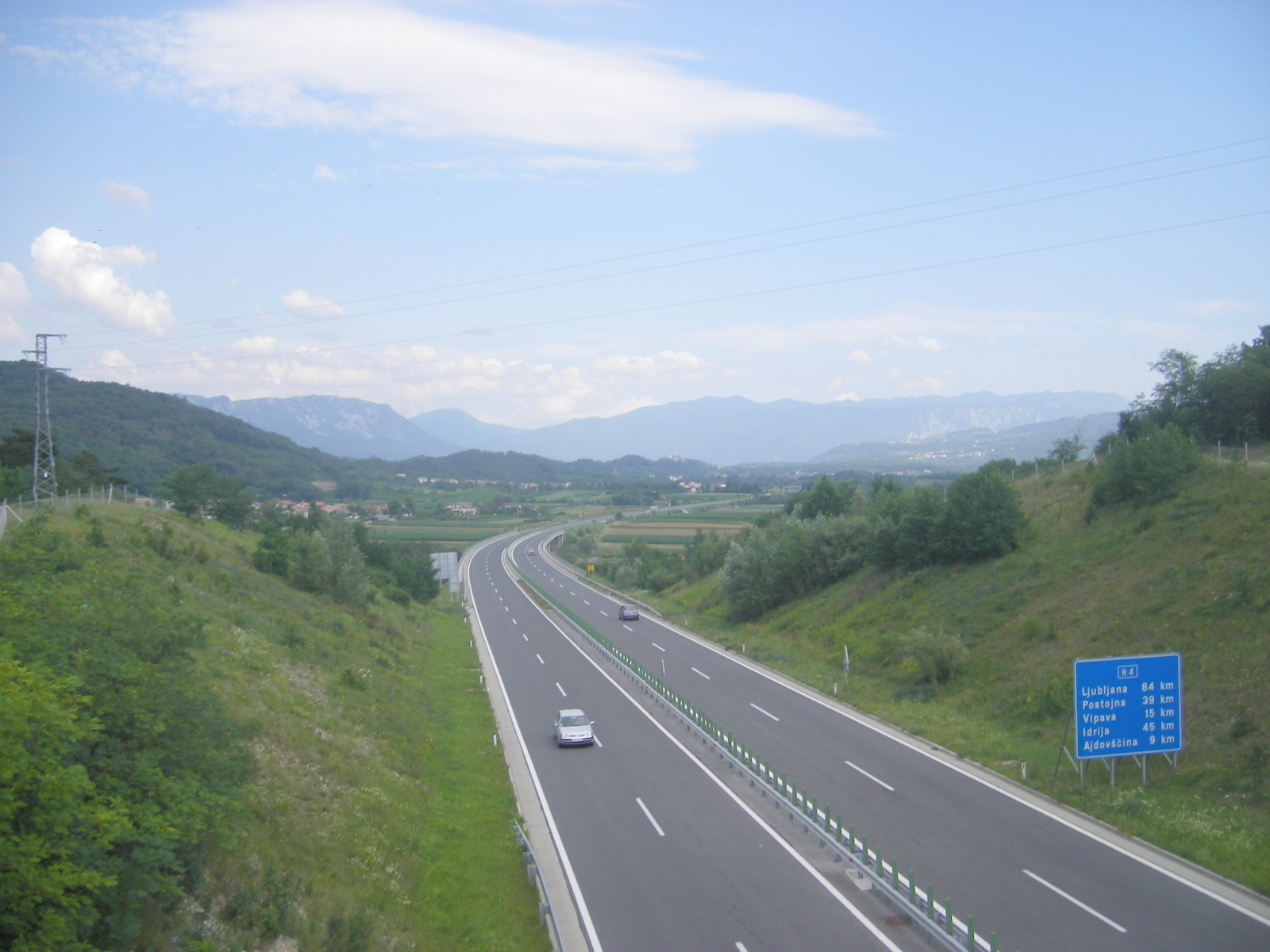
Rychlostní silnice H4 poblíž Ajdovščiny

## Mimoúrovňové křižovatky
Na trase rychlostní silnice H4 je jedna mimoúrovňová křižovatka:
- Razdrto – rychlostní silnice H4 se tu odděluje od dálnice A1, spojující slovinsko-rakouskou státní hranici s Mariborem, Lublaní a oblastí kolem slovinské části pobřeží Jaderského moře.

## Navazující komunikace
Pokračováním v Itálii je silnice A34, tvořící spojku mezi státní hranicí a italskou dálnicí A4 směřující na Benátky, Milán a Turín.